# Oscar López Rivera
Oscar López Rivera (San Sebastián, Puerto Rico, 6 de enero de 1943) es un militante puertorriqueño y uno de los principales dirigentes de las FALN. En el año 1981 López Rivera fue detenido y sentenciado a 55 años de cárcel federal por conspiración sediciosa, uso de la fuerza para cometer robo, transporte interestatal de armas de fuego y conspiración para transportar explosivos con la intención de destruir propiedad gubernamental. Posteriormente, en 1988, fue sentenciado a 15 años adicionales de cárcel por conspirar para escapar de la prisión federal de Leavenworth. López solicitó a partidarios no encarcelados para obtener armas, granadas y explosivos C-4 para escapar con compañeros encarcelados.
La detención continuada de López Rivera ha sido tanto cuestionada como apoyada por grupos e individuos representantes grupos políticos y religiosos, entre otros. Mientras que algunos lo consideran como un terrorista, otros lo consideran como un prisionero político. Varios congresistas estadounidenses apoyaron la liberación de Oscar López. También hubo un continuo apoyo en favor de la sentencia de López Rivera por parte de familiares de víctimas asesinadas por las FALN, quienes todavía ven a López Rivera como representante de la conspiración de las FALN.
El presidente saliente de Estados Unidos, Barack Obama concedió el 17 de enero de 2017 el indulto a López Rivera, conmutó su sentencia y ordenó su salida de prisión el 17 de mayo de 2017, después de casi 35 años en prisión. Ha estado encarcelado por más tiempo que cualquier otro miembro de las FALN. El 9 de febrero de 2017, fue trasladado desde una cárcel en Indiana a Puerto Rico, donde completó sus últimos tres meses de sentencia bajo arresto domiciliario.
El 17 de mayo de 2017 terminó su pena con la edad de 74 años, habiendo permanecido en prisión 35 años.

## Biografía
Rivera nació en San Sebastián, Puerto Rico, donde su familia residió hasta que tenía 14 años, momento en el que se trasladaron a Chicago. En su juventud fue reclutado por el Ejército de los Estados Unidos para participar en la Guerra de Vietnam, donde fue condecorado con la Estrella de Bronce. A su regreso a Chicago, se hizo parte de los esfuerzos para poner fin a la brutalidad policíaca, obtener vivienda, educación adecuada y justicia económica, y se unió a la lucha por otros asuntos de justicia social. Además, ayudó a fundar una escuela secundaria alternativa para la juventud puertorriqueña, lo que es ahora la próspera Escuela Secundaria Puertorriqueña Dr. Pedro Albizu Campos, el Centro Cultural Puertorriqueño y veinte organizaciones comunitarias, proyectos, leyes, programas de salud pública, educación, escuelas, vivienda. Estableció esfuerzos de base con poblaciones indígenas, latinoamericanas y afroestadounidenses. Tras su regreso a Chicago, lugar de residencia de su familia, se integró a la lucha y defensa de los derechos de los puertorriqueños. Fue un organizador comunal destacado y como parte de sus intentos para mejorar las condiciones de vida de su comunidad participó en actos de desobediencia civil y de militancia pacífica.
Posteriormente, en 1976, pasó a la clandestinidad formando parte del Fuerzas Armadas de Liberación Nacional de Puerto Rico (FALN) y participó en la organización.
En 1981 fue capturado por el FBI acusado de conspiración sediciosa, uso de la fuerza para cometer robo, transporte interestatal de armas de fuego y conspiración para transportar explosivos con la intención de destruir propiedad gubernamental. Posteriormente, en 1988, fue sentenciado a 15 años adicionales de cárcel por conspirar para escapar de la prisión federal de Leavenworth. López solicitó a partidarios no encarcelados para obtener armas, granadas y explosivos C-4 para escapar con compañeros encarcelados.
López Rivera fue uno de los 14 presos miembros de las FALN a los que el presidente Bill Clinton ofreció indulto en 1999, pero López Rivera lo rechazó porque dos de sus compañeros quedarían en prisión.
El 18 de junio de 2012, el Comité de Descolonización de la ONU aprobó una resolución promovida por Cuba, en la que pedía que se reconozca el derecho a la independencia y autodeterminación de Puerto Rico e instaba a la liberación de los independentistas prisioneros en Estados Unidos. El proyecto de resolución había sido apoyado por Bolivia, Ecuador, Nicaragua y Venezuela, y fue adoptado por consenso por el comité.

## Petición de libertad
En 2011 sometió su petición de clemencia al presidente Barack Obama. Su abogada, Jan Susler, había presentado una petición también en septiembre de 2010. Los esfuerzos a favor de su excarcelación tienen el respaldo de líderes mundiales y cinco premios Nobel, como Rigoberta Menchú, Adolfo Pérez Esquivel, Desmond Tutu, Coretta Scott King viuda de Martin Luther King.
La causa de la liberación de Oscar López Rivera ha sido apoyada por artistas como Lin-Manuel Miranda, Calle 13, Andy Montañez, Ricky Martin, Chucho Avellanet, Cultura Profética, el cineasta Jacobo Morales, el cantante panameño Rubén Blades, dirigentes políticos como Ricardo Rosselló, Pedro Pierluisi, David Bernier, Bernie Sanders, Alexandra Lúgaro, Manuel Cidre, Rafael Bernabe, María de Lourdes Santiago, intelectuales y sociales de Puerto Rico, América Latina y el mundo, entre ellos el expresidente Uruguayo Pepe Mujica, el fallecido presidente Hugo Chávez de Venezuela, al igual que el actual presidente Nicolás Maduro, quien dijo que liberará a Leopoldo López si liberan a López Rivera.